# Нікола Кнежевич
Нікола Кнежевич (серб. Никола Kнежевић, нар. 10 березня 2003, Земун, Сербія) — сербський футболіст, атакувальний півзахисник клубу ОФК.

## Ігрова кар'єра

### Клубна
Нікола Кнежевич є вихованцем футбольної академії столичного клубу «Црвена Звезда». У 2021 році футболіста було внесено до заявки першої команди. Але одразу Кнежевич був відданий в оренду до клубу Першої ліги - столичного «Графичар». В клубі футболіст провів два сезони.
Після того Кнежевич ще двічі відправлялвся в оренди. Він грав у клубах «Напредак» (Крушевац) та столичний ОФК. Другу половину сезону 2023/24 футболіст провів у складі «Црвени Звезди» і виграв національний Кубок та став чемпіоном країни.

### Збірна
З 2022 року Нікола Кнежевич є гравцем молодіжної збірної Сербії.

## Титули
Црвена Звезда
 Чемпіон Сербії: 2023/24
 Переможець Кубка Сербії: 2023/24